# Trường Đại học Lao động – Xã hội
Trường Đại học Lao động – Xã hội là trường đại học công lập được thành lập trên cơ sở Trường Cao đẳng Lao động - Xã hội  theo Quyết định số 26/2005/QĐ-TTg ngày 31/1/2005 của Thủ tướng Chính phủ chịu sự lãnh đạo và quản lý trực tiếp của Bộ Nội vụ và chịu sự quản lý về chuyên môn của Bộ Giáo dục và Đào tạo. Trụ sở chính của trường được đặt tại số 43 đường Trần Duy Hưng, phường Yên Hoà, thành phố Hà Nội. Năm thành lập trường được chọn là năm 1961. Ngày truyền thống của Trường là ngày 27 tháng 5.

## Lịch sử
Trường Đại học Lao động và Xã hội tiền thân là trường Trung học Lao động Tiền lương thuộc Bộ Lao động. Khởi nguồn từ tháng  3/1960, tại Miền Bắc lần đầu tiên hình thành Trường Cán bộ Lao động tại Cầu Diễn, Nam Từ Liêm, Hà Nội. Ngày 30/5/1961, Bộ trưởng Bộ Lao động Nguyễn Văn Tạo chính thức ký Quyết định thành lập Trường Lao động - Tiền lương trực thuộc Bộ Lao động cũng tại địa điểm trên, với nhiệm vụ ban đầu là đào tạo cán bộ lao động tiền lương cho toàn miền bắc .
Ngày 04/6/1962, Trường khai giảng khóa chuyên tu lao động - tiền lương đầu tiên và Trường mang tên Trường trung học Lao động - Tiền lương. Ngày 27/2/1988, Bộ Lao động giao thêm cho Trường nhiệm vụ đào tạo ngành Bảo trợ xã hội và Trường được đổi tên thành Trường trung học Lao động - Tiền lương và Bảo trợ xã hội (gọi tắt là Trường Trung học Lao động và Xã hội I vì cùng thời điểm, Bộ cũng thành lập Trường Trung học Lao động và Xã hội II ở TP. Hồ Chí Minh) .
Ngày 27/5/1991, Trường hợp nhất với Trường Quản lý Cán bộ Thương binh Xã hội, lấy tên là Trường Cán bộ Lao động và Xã hội, đóng tại địa bàn Trụ sở chính hiện nay tại xã Trung Hòa - huyện Từ Liêm - Hà Nội (nay là phố Trần Duy Hưng, phường Trung Hòa, quận Cầu Giấy, Hà Nội). Ngày 27/5 được chọn là ngày thành lập Trường (Trường Quản lý Cán bộ Thương binh Xã hội, tiền thân là Trường Cán bộ Thương binh Xã hội thuộc Bộ Nội vụ, được tách ra từ Trường Hành chính Trung ương).
Tháng 1/1997, Thủ tướng Chính phủ đã ký Quyết định nâng cấp Trường lên thành trường Cao đẳng Lao động và Xã hội.
Ngày 31/1/2005, Thủ tướng Chính phủ đã ra Quyết định số 26/2005/QĐ-TTg, thành lập trường Đại học Lao động và Xã hội trên cơ sở nâng cấp trường Cao đẳng Lao động và Xã hội với các ngành đào tạo chính là Quản trị nhân sự, Công tác xã hội, Bảo hiểm và Kế toán.
Tháng 12/2006, Bộ trưởng Bộ Lao động, Thương binh và Xã hội đã ra Quyết định sáp nhập Trường trung học Lao động và Xã hội tại Thành phố Hồ Chí Minh  và Trường Kỹ nghệ I tại thị xã Sơn Tây(Hà Nội) thành Cơ sở II và Cơ sở Sơn Tây của Trường Đại học Lao động và xã hội.

## Đào tạo
Tháng 11/2011, Trường khai giảng khóa đào tạo thạc sỹ Quản trị nhân lực đầu tiên. Năm 2013, Trường mở thêm ngành Quản trị kinh doanh và bắt đầu đào tạo theo hệ thống tín chỉ. Năm 2014, Trường được đào tạo thạc sỹ ngành Kế toán. Năm 2015, Trường được đào tạo thạc sỹ ngành Công tác xã hội. Năm 2016, Trường được đào tạo tiến sỹ ngành Quản trị nhân lực. Năm 2017, Trường mở thêm 3 ngành đào tạo mới (Kinh tế lao động, Tâm lý học và Luật). Năm 2018, Trường được trao Giấy chứng nhận kiểm định chất lượng giáo dục. Năm 2020, Trường mở thêm 4 ngành đào tạo mới là Tài chính - Ngân hàng, Công nghệ thông tin, Kiểm toán và Hệ thống thông tin quản lý. Cuối năm 2020, Trường được Bộ Giáo dục & Đào tạo cho phép đào tạo thạc sỹ ngành Bảo hiểm. Năm 2021, Trường mở thêm 2 ngành đào tạo mới hệ đại học là ngành Bảo hiểm - Tài chính và ngành Quản trị dịch vụ du lịch và lữ hành. Năm 2022, Trường mở thêm 1 ngành đào tạo mới là ngành Ngôn ngữ Anh.

### Các ngành đào tạo bậc đại học
- Quản trị nhân lực
- Hệ thống thông tin quản lý
- Công tác xã hội
- Kế toán
- Kiểm toán
- Bảo hiểm
- Quản trị kinh doanh
- Luật kinh tế
- Kinh tế (Kinh tế lao động)
- Tâm lý học
- Tài chính - Ngân hàng
- Công nghệ thông tin
- Bảo hiểm - tài chính
- Quản trị dịch vụ du lịch và lữ hành
- Ngôn ngữ Anh

### Các ngành đào tạo bậc thạc sỹ
- Quản trị nhân sự
- Công tác xã hội
- Kế toán
- Quản trị kinh doanh
- Bảo hiểm

### Các ngành đào tạo bậc tiến sỹ
- Quản trị nhân sự

## Bê bối liên quan

### Vi phạm quy chế tuyển sinh
- Trong kỳ tuyển sinh năm 2015, Trường lấy chỉ tiêu 3.750, số trúng tuyển là 3.518, điểm trúng tuyển đối với cơ sở Sơn Tây, ký hiệu DLT (cơ sở tại phố Hữu Nghị, phường Xuân Khanh, thị xã Sơn Tây – Hà Nội) ở nhóm Ngành Kế toán là 15 điểm nhưng ở cơ sở chính, ký hiệu DLX (số 43 đường Trần Duy Hưng, phường Trung Hòa, quận Cầu Giấy – Hà Nội) lại là 18 điểm. Tương tự đối với Ngành Quản trị kinh doanh tại cơ sở chính số điểm trúng tuyển là 17 điểm, nhưng cơ sở Sơn Tây là 15 điểm. Ngành Công tác xã hội đối với cơ sở chính điểm trúng tuyển là 18,25 điểm, cơ sở phụ là 15 điểm. Theo kết luận thanh tra số 982/KL-BGDĐT của Bộ Giáo dục và Đào tạo về các điều kiện đảm bảo chất lượng giáo dục đối với giáo dục đại học theo Nghị quyết số 50/2010/QH12 của Quốc hội đối với Trường Đại học Lao động và Xã hội.[3][4]
- Sai phạm trong tuyển sinh liên thông: Theo quy định về đào tạo liên thông trình độ cao đẳng, đại học, ban hành kèm theo Quyết định số 06 /2008/QĐ-BGDĐT ngày 13 tháng 02 năm 2008 của Bộ trưởng Bộ Giáo dục và Đào tạo thì những đối tượng tốt nghiệp cao đẳng hạng trung bình, trung bình khá, để liên thông lên ĐH hệ chính quy, phải có 1 năm kinh nghiệm làm việc. Qua thanh tra, có 6 trường hợp tốt nghiệp cao đẳng năm 2010 hạng trung bình khá được thi liên thông và trúng tuyển lên đại học ngành quản trị nhân lực. Việc tuyển sinh những trường hợp này không đảm bảo chặt chẽ điều kiện của người dự thi theo quy định của quy chế đào tạo liên thông của Bộ Giáo dục và Đào tạo.[5]
- Năm 2011, có 73 thí sinh thi khác khối, thiếu điểm vẫn được tuyển vào học tại trường. Trong đó có 2 thí sinh dự thi khối B (trường không tuyển sinh khối B, đã đuổi học), 3 người dự thi khối C vẫn được tuyển vào học tại ngành Kế toán (ngành Kế toán không tuyển sinh khối C) và 68 em thiếu điểm vẫn được học tại các ngành, hệ đào tạo đại học, cao đẳng của trường. Trường cũng chuyển 51 sinh viên từ cơ sở Sơn Tây và cơ sở II ở TP HCM về Hà Nội, một sinh viên chuyển từ Trường Đại học Thương mại sang nhưng không đủ điều kiện theo quy định của Bộ GD&ĐT. Công tác đào tạo của trường có nhiều sai phạm. 4 sinh viên đã có quyết định buộc thôi học nhưng thực tế vẫn đang học tại cơ sở Sơn Tây.[6][7][8]

### Sai phạm về bằng cấp, trình độ của đội ngũ giảng viên nhà trường
- Một số giảng viên có bằng cấp do cơ sở nước ngoài chứng nhận nhưng chưa có văn bản xác nhận của Bộ Giáo dục và Đào tạo.[9]
- Theo Kết luận thanh tra số 982/KL-BGDĐT của Bộ Giáo dục và Đào tạo, ngày 21/10/2015 của Bộ Giáo dục và Đào tạo, Trường Đại học Lao động và Xã hội có 586 giảng viên cơ hữu, trong đó: Phó giáo sư: 07 người, Thạc sĩ: 416 người, Đại học: 84 người. Tổng số giảng viên quy đổi là 616. Qua thanh, kiểm tra phát hiện có 45 giảng viên có bằng tốt nghiệp từ đại học trở lên do cơ sở giáo dục nước ngoài cấp, trong đó có 30 người chưa có văn bản xác nhận tương đương văn bằng của cơ quan quản lý nhà nước có thẩm quyền, 46 giảng viên của Nhà trường chưa có chứng chỉ sư phạm giảng dạy đại học. Trong danh sách này có Hiệu trưởng Hà Xuân Hùng.[10]
- Trong hai đợt tuyển sinh 2009, 2010, Trường đại học Lao động và Xã hội đã tiếp nhận hàng trăm thí sinh không thi, bỏ thi, khác khối, dưới điểm sàn, dưới điểm chuẩn vào hệ đại học. Nhiều trường hợp thí sinh có hồ sơ, điểm thi hợp lệ lại phải nhận quyết định buộc thôi học một cách vô lý, những trường hợp bị buộc thôi học này vẫn được học  bình thường.[11]

### Khiếu nại, tố cáo liên quan
- Một giảng viên trong trường cho rằng phía lãnh đạo nhà trường trù dập nên phải nhận kết quả bị chấm dứt hợp đồng lao động. Một giảng viên Khoa Kế toán khiếu nại, tố cáo về việc trong quá trình công tác tại Khoa Kế toán của Trường Đại học Lao động – Xã hội đã bị Trưởng Khoa Kế toán; ông Hồ Quang Khánh, Trưởng phòng tổ chức cán bộ và ông Hà Xuân Hùng, Hiệu trưởng nhà trường trù dập đẩy ra khỏi Khoa Kế  toán và bị chấm dứt hợp đồng lao động sau nhiều năm làm việc tại trường.[12][13]

## Thành tích
- Huân chương lao động hạng 3 (1981);
- Huân chương lao động hạng nhì (1991);
- Huân chương lao động hạng nhất (1996);
- Huân chương độc lập hạng ba (2001);
- Huân chương độc lập hạng nhì (2006);
- Huân chương độc lập hạng nhất (2011).
- Huân chương lao động hạng nhì (2021)

## Cơ sở
Trường Đại học Lao động và Xã hội hiện có trụ sở chính và 2 cơ sở: 
- Trụ sở chính: 43 Trần Duy Hưng, Phường Yên Hòa, Hà Nội.
- Cơ sở 2 Thành phố Hồ Chí Minh với tên gọi là Trường Đại học Lao động - Xã hội (CSII), trụ sở tại số 1018 Tô Ký, phường Trung Mỹ Tây, Thành phố Hồ Chí Minh.
- Cơ sở Sơn Tây, địa chỉ: Phố Hữu Nghị, Phường Tùng Thiện, Hà Nội.

## Các thời kỳ Chủ tịch Hội đồng trường và Hiệu trưởng
Chủ tịch Hội đồng trường: PGS.TS. Lê Thanh Hà (nhiệm kỳ 2021-2026)
Các thời kỳ Hiệu trưởng (Thời kỳ trước khi sáp nhập 2 trường, mỗi giai đoạn có cùng lúc 2 thầy Hiệu trưởng):
- Nguyễn Văn Năng (1962-1963)
- Lê Văn Trí (1964-1973)
- Đinh Quang Ngự (1974-1979)
- Võ Xuân Huê  (1978-1988)
- Nguyễn Văn Lân (1988-1991)
- Lê Bình (1971-1974)
- Lê Trị Gio (1974-1983)
- Lê Sỹ Bích (1983-1990)
- TS. Lê Văn Nhã (1990-1993)
- TS. Lê Đình Dần (1994-1999)
- PGS-TS. Nguyễn Tiệp (2000-10/2011)
- TS. Doãn Mậu Diệp (Thứ trưởng kiêm nhiệm Hiệu trưởng từ 10/2011-9/2012)
- PGS.TS. Nguyễn Thị Thuận (Q. Hiệu trưởng 10/2012- 2014)
- TS. Hà Xuân Hùng  (2014- 2024)
- TS. Phạm Ngọc Thành (2025-nay)